# Wolfsbach (Baixa Áustria)
Wolfsbach (Baixa Áustria) é um município da Áustria localizado no distrito de Amstetten, no estado de Baixa Áustria.